# Campeonato Potiguar Segunda Divisão 2009
In 2009 werd de twaalfde editie van de Campeonato Potiguar Segunda Divisão gespeeld voor voetbalclubs uit de Braziliaanse staat Rio Grande do Norte. De competitie werd georganiseerd door de FNF en werd gespeeld van 5 september tot 25 oktober. Centenário Pauferrense werd kampioen. 

## Eerste fase

### Groep A
| Plaats | Club             | Wed. | W | G | V | Saldo | Ptn. |
| ------ | ---------------- | ---- | - | - | - | ----- | ---- |
| 1.     | Atlético Potengi | 4    | 2 | 2 | 0 | 8:6   | 8    |
| 2.     | Palmeira         | 4    | 1 | 1 | 2 | 6:7   | 4    |
| 2.     | Parnamirim       | 4    | 1 | 1 | 2 | 6:7   | 4    |

|  | Geplaatst voor finale |

### Groep B
| Plaats | Club                   | Wed. | W | G | V | Saldo  | Ptn. |
| ------ | ---------------------- | ---- | - | - | - | ------ | ---- |
| 1.     | Centenário Pauferrense | 4    | 3 | 1 | 0 | 20:7   | 10   |
| 2.     | Primo Fernandes        | 4    | 1 | 2 | 1 | 10:6   | 5    |
| 3.     | Macau                  | 4    | 0 | 1 | 3 | 4:21 1 |      |

|  | Geplaatst voor finale |

## Finale
Potiguar Seridoense werd tot kampioen uitgeroepen omdat ze een beter doelsaldo hadden in de eerste fase. 
| Team #1  | Tot.  | Team #2                | 1ste wed | 2de wed |
| -------- | ----- | ---------------------- | -------- | ------- |
| Cruzeiro | 1 - 4 | Centenário Pauferrense | 0 - 0    | 1 - 4   |

## Kampioen
| Campeonato Potiguar de 2009 - Segunda Divisão |
| Rio Grande do Norte                           |
| --------------------------------------------- |
| CENTENÁRIO PAUFERRENSE Kampioen (1° titel)    |